# Tiếng Tofa
Tiếng Tofa, còn gọi là tiếng Tofalar hay tiếng Karagas, là một ngôn ngữ Turk sắp biến mất, là ngôn ngữ của người Tofa ở tỉnh Irkutsk, Liên bang Nga. Ước tính số người nói biến thiên từ 93 người đến chưa tới 40 người.

## Phân loại
Tiếng Tofa có quan hệ gần nhất với tiếng Tuva và cả hai tạo ra một chuỗi phương ngữ. Tuha và Tsengel có thể được coi là phương ngữ tiếng Tuva hoặc tiếng Tofa. Tiếng Tofa cùng tiếng Tuva đều giữ nguyên *d (ví dụ, hodan "thỏ rừng", so với quyon tiếng Uzbek) và phát triển một thanh thấp từ nguyên âm ngắn (ví dụ, *et > èt "thịt").
Alexander Vovin (2017) ghi nhận rằng tiếng Tofa và những ngôn ngữ Turk Xibia khác có từ mượn Enisei.

## Phân bố

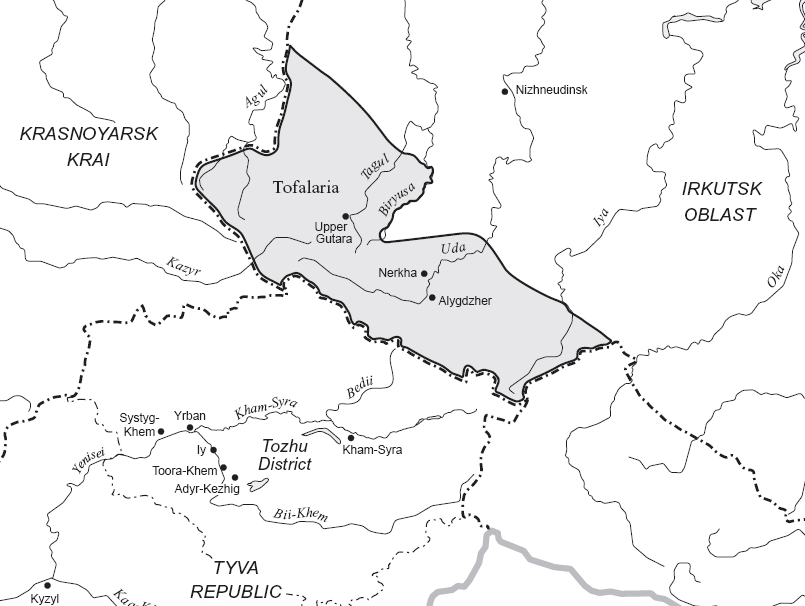
Tofalaria trong quá khứ

Người Tofa, còn gọi là Tofalar hay Karagas, là một dân tộc bản địa miền tây nam tỉnh Irkutsk, Nga. Vùng nơi họ sinh sống mang tên Tofalaria. Trước đây, họ là dân du mục chăn tuần lộc, sống trong và quanh miền đông dãy Sayan. Hầu hết người Tofa bỏ nghề chăn tuần lộc vào thế kỷ XX, đến nay chỉ còn một gia đình duy trì truyền thống này. Được chỉ phủ Liên Xô năm 1926 công nhận là một "tộc người thiểu số phương Bắc" (tiếng Nga: коренные малочисленные народы Севера, Сибири и Дальнего Востока), người Tofa có địa vị pháp lí đặc biệt và được hỗ trợ kinh tế. Dân số người Tofa là hơn 750 người; chừng 5% trong đó có tiếng Tofa là bản ngữ (2002).

## Chữ viết
Tiếng Tofa, dù ít khi được viết ra, sử dụng bảng chữ cái Kirin:
| А а | Б б | В в | Г г | Ғ ғ | Д д | Е е |
| Ә ә | Ё ё | Ж ж | З з | И и | I i | Й й |
| К к | Қ қ | Л л | М м | Н н | Ң ң | О о |
| Ө ө | П п | Р р | С с | Т т | У у | Ү ү |
| Ф ф | Х х | Һ һ | Ц ц | Ч ч | Ҷ ҷ | Ш ш |
| Щ щ | ъ   | Ы ы | ь   | Э э | Ю ю | Я я |

Tiếng Tofa có những kí tự sau không có trong bảng chữ cái tiếng Nga: Ғғ [ɣ], Әә [æ], Ii [iː], Ққ [q], Ңң [ŋ], Өө [œ], Үү [y], Һһ [h], vàҶҷ [d͡ʒ]. Thêm vào đó, ъ có thể được dùng để chi thanh thấp, như trong эът "thịt".